# Pilaria imbecilla
Pilaria imbecilla är en tvåvingeart. Pilaria imbecilla ingår i släktet Pilaria och familjen småharkrankar.

## Underarter
Arten delas in i följande underarter:
- P. i. illinoiensis
- P. i. imbecilla